# Isabela Garcia
Isabela Garcia Costa, née le 11 juin 1967 à Rio de Janeiro, est une actrice brésilienne.
Il a été présenté en première à TV Globo à l'âge de quatre ans à "Medéia", épisode du Caso Especial. Il était connu comme le Shirley Temple brésilien.

## Vie personnelle
Isabela est mère de quatre enfants: João Pedro Bonfá (fils de l'ancien batteur de la Legião Urbana, Marcelo Bonfá), Gabriella Garcia Wanderley (fille du photographe André Wanderley) et les jumeaux Francisco et Bernardo Thiré. (enfants de l'acteur Carlos Thiré).
Isabela a une petite-fille, Luísa, née en 2011.

## Filmographie sélectionnée

### Télévision
- L'amour est dans l'air
- Celebridade
- Lado a Lado